# Cause of Death
Cause of Death er det andet album af det amerikanske dødsmetal-band Obituary, som blev udgivet i 1990 gennem Roadrunner Records. Cause of Death er i dag betragtet som en meget vigtig milepæl indenfor dødsmetal. Albumomslaget er lavet af tegneren Michael Whelan, og kaldet Lovecraft's Nightmare. Albummet introducere også den nye bassist Frank Watkins, og den midlertidige guitarist James Murphy, der afløste Allen West, som var gået på barsel. Albummet blev senere genudgivet i 1997 med bonusspor, og i 2004 sammen med Slowly We Rot i en dobbeltpakke. 

## Spor
1. "Infected" – 5:34
2. "Body Bag" – 5:49
3. "Chopped In Half" – 3:43
4. "Circle of the Tyrants" (Celtic Frost cover) – 3:36
5. "Dying" – 4:29
6. "Find the Arise" – 2:51
7. "Cause of Death" – 5:38
8. "Memories Remain" – 3:44
9. "Turned Inside Out" – 4:57

### Bonusspor på 1997 genudgivelsen
1. "10) Infected" (demo version) (4:16)
2. "11) Memories Remain" (demo version) (3:34)
3. "12) Chopped in Half" (demo version) (3:45)

## Fodnoter
1. ↑  All Music Guide: Cause of Death